# ونيسة (مغنية)
ونيسة  (2 فيفري 1901م - 1952م)، مغنية جزائرية مختصة في طابع أشويق ضمن الموسيقى الأمازيغية. اسمها الحقيقي حليمة قديم.

## مسيرتها

### النشأة
وُلدت «حليمة قديم» بتاريخ 2 فيفري 1901م في قرية أكرمة ببلدية أمالو ضمن ولاية بجاية في الجزائر.
وتنحدر من عائلة أخوال الفنانة شريفة وردية بوشملال، وينحدر الفنان علاوة زروقي [الفرنسية] من نفس قريتها أكرمة أمالو.
وهي أول امرأة جزائرية قبائلية تغني في إذاعة مدينة الجزائر خلال سنة 1924م.
وقد تزوجت من علي خرف الله المنحدر من بلدية الماين في ولاية برج بوعريريج، ومن بين أبنائهما المجاهدة زهية خرف الله، المولودة في قصبة الجزائر، التي صارت مديرة القناة الإذاعية الثانية بعد استقلال الجزائر.
وأول أغنية من طابع أشويق غنتها الفناة «ونيسة حليمة قديم» كانت تحمل عنوان «أبو طرابق - ربي يراد - نكوني نسوق (A bu trabeq - Rebbi irad - nekwni n'sewweq)»، وقد أدتها دون آلات موسيقية بما سمح لأول مرة للنساء القبائليات بالولوج إلى العالم الإذاعي والفني.

### القناة الإذاعية الثانية
شاركت الفنانة «ونيسة حليمة قديم» مع زميلتيها يمينة فروجة أعراب وشابحة خلال عام 1936م في تأسيس القناة الإذاعية الثانية الناطقة باللغة القبائلية التي كان يرأسها فتح الله بن حسين.
وكان هذا القسم الإذاعي تابعا آنذاك لمؤسسة إذاعة مدينة الجزائر (بالفرنسية: Radio-Alger)‏ التي تم إنشاؤها قبل ذلك خلال عام 1929م.
فساهم معهما الفنان نور الدين مزيان [الفرنسية] في تحويل هذا القسم الإذاعي إلى مشتلة ثقافية وطنية تلتقي فيها المواهب الفنية الناطقة باللغة الأمازيغية لإنتاج البرامج الإذاعية والسكاتشات والأغاني.
وفي مقر هذه الإذاعة الأمازيغية، الواقع وقتئذ في "شارع بيار بيرتيزين (بالفرنسية: Rue Pierre Berthezène)‏"، تفتقت قريحة الفنانة «ونيسة حليمة قديم» مع زميلتيها الأخريين زينة وردية مهداوي وحسنة على أداء فني وغنائي متميز.
وكانت «مجموعة لالة ونيسة» هي المؤسِّسة الفعلية للغناء الإذاعي القبائلي في الجزائر، وذلك عبر الثلاثي: ونيسة حليمة قديم، ويمينة فروجة أعراب، وزينة وردية مهداوي.
كما كانت تجهيزات هذا القسم الإذاعي، المدعو "محطة لافارج (بالفرنسية: Station Lafarge)‏"، موجودة في قبو "قاعة ابن خلدون (بالفرنسية: Salle Pierre Bordes)‏" آنذاك.
وكانت الأوركسترا الإذاعية التي أسسها الشيخ نور الدين مزيان [الفرنسية] هي التي سمحت لهؤلاء الفنانات في هذه الإذاعة بتسجيل أغانيهن.
وتكونت هذه الأوركسترا من العديد من الموسيقيين الذين من بينهم «الشيخ الناموس»، «سيد علي أحمد مجدول»، و«الحاج منور» الذين أسهموا في إنشاء وإنجاح المسرح الإذاعي [الفرنسية] والأغنية الساخرة [الفرنسية].
فبزغت حينئذ موهبة فنانين إذاعيين آخرين مع «ونيسة حليمة قديم» من بينهم «كمال حمادي»، و«يوسف عبجاوي»، و«محند رشيد»، و«رشيد مزيان» تحت إشراف الحاج محمد العنقة.
فصارت الفنانة «ونيسة حليمة قديم» محاطة إثر ذلك بكوكبة من الفنانات القبائليات اللواتي من بينهن: زينة وردية مهداوي، وشريفة، وجيدة ثامقرانث، وحنيفة، ووريدة، ويمينة فروجة أعراب.

### الحصص الإذاعية
شاركت الفنانة «ونيسة حليمة قديم» في تنشيط العديد من البرامج الإذاعية خلال مسيرتها الفنية رفقة زميلتيها زينة ويمينة ثم الفنانات القبائليات اللواتي التحقن بالقناة الإذاعية الثانية الناطقة باللغة القبائلية.
وأشهر برنامج إذاعي عُرفت من خلال موهبة «ونيسة» هو أورار لخالات [القبيلية] الذي كان يُعنى بأغاني النساء القبائليات وفق طابع أشويق.
ثم تلاه برنامج إذاعي شهير آخر هو نوبة لخالات الذي كان يُعنى باكتشاف المواهب الغنائية النسوية القبائلية وفق طابع أشويق والفن القبائلي الأصيل.
وكان برنامج نوبة لخالات تطورا ملحوظا في أداء القناة الإذاعية الثانية عبر الانتقال من مجرد بث أغاني طابع أشويق إلى مرحلة إنتاج أغان مصحوبة بأوركسترا.
وقد استمر إنتاج وبث حصة "أورار لخالات [القبيلية] (Urar Lkhalat)" لعشرات السنين على أمواج الإذاعة الجزائرية.

### الوفاة
توفيت الفنانة «ونيسة حليمة قديم» خلال سنة 1952م في مدينة الجزائر عن عمر ناهز 51 سنة · .
وقد شُيعَتْ جثتها إلى مثواها في إحدى مقابر المدينة من طرف أفراد عائلتها وأقاربها ومحبيها.

## أغاني أشويق

### أغاني الفنانة ونيسة
تُعتبر الفنانة «ونيسة حليمة قديم» من أشهر مغنيات «أشويق»، ومن بين أغانيها المعروفة:
- 1929م: أبو طرابق - ربي يراد - نكوني نسوق (A bu trabeq - Rebbi irad - nekwni n'sewweq).

### فيديوهات أغاني ونيسة
- أغنية: أبو طرابق - ربي يراد - نكوني نسوق (A bu trabeq - Rebbi irad - nekwni n'sewweq) على يوتيوب

### مواضيع ذات صلة
- أشويق
- الفن القبائلي
- الموسيقى الأمازيغية
- الإذاعة الجزائرية
- القناة الإذاعية الثانية
- أورار لخالات [القبيلية]
- نوبة لخالات
- أنيسة
- بهية
- جميلة
- جيدة ثامقرانث
- حنيفة
- خدوجة
- زينة
- شابحة
- شريفة
- علجية
- نوارة
- يمينة
- زواوة
- عروش زواوة
- منطقة القبائل
- قائمة الأسماء الأمازيغية
- ولاية بجاية
- دائرة صدوق
- بلدية أمالو
- قرية أكرمة

### وصلات خارجية
- الموقع الرسمي لوزارة الثقافة الجزائرية
- الموقع الرسمي لولاية برج بوعريريج
- الموقع الرسمي لولاية الجزائر